# كروفكي (حلوى)
حلوى البقرة أو كروفكي (كروفكي للجمع، بالبولندية: Krówki؛ كروفكا للمفرد: Krówka)، التي تعني حرفيًا «الأبقار الصغيرة»، هي حلوى فدج التوفي البولندية شبه اللينة. عندما تكون مصنوعة يدويًا، تكون صلبة ومقرمشة من الخارج، لكن الداخل أكثر سلاسة من الصلابة.
إنها واحدة من أكثر الحلويات البولندية شيوعًا، وتباع في جميع أنحاء العالم، ويمكن اعتبارها «حلوى دولسي دي ليتشي». تجاريًا، تتوفر العديد من العلامات التجارية؛ معظمهم لديهم كل قطعة حلوى ملفوفة بورق أبيض وأصفر مع صورة بقرة هولشتاين. معروفة على نطاق واسع في جميع أنحاء أوروبا حتى قبل نهاية الحرب الباردة، فهي تشبه حلوى الأرنب الأبيض الكريمية الشهيرة عبر شرق آسيا، أو حلوى القرص الاسكتلندية.
تدعي شركة الحلويات إل. بومورسكي آي سين (L. Pomorski i syn) أن عائلة بومورسكي أنتجت أول كروفكي في بوزنان، والتي طردها الألمان النازيون لاحقًا إلى ميلانوف بالقرب من وارسو خلال الحرب العالمية الثانية.
في ألمانيا، يُطلق على الحلوى غالبًا اسم مه-مهس (Muh-Muhs) (كصوت الأبقار) أو كهبونون (Kuhbonbons) (بقرة بونبون).

## وصفة
تحتوي الوصفة الأصلية عادةً على الحليب والسكر ونكهة الزبدة والقشدة والفانيليا أحيانًا. هناك أيضًا فواكه (مثل الموز)، كاكاو، قهوة، جوز، عرق سوس تتواجد الحلوى بنكهات أخرى، بالإضافة إلى إصدارات مصنوعة من حليب الصويا للمستهلكين الذين لا يتحملون اللاكتوز. يمكن تحضيرها في المنزل باستخدام مقلاة بسيطة من الحديد والمكونات المذكورة أعلاه. يجب تخزينه جافًا وباردًا

## قائمة المنتجات البولندية التقليدية

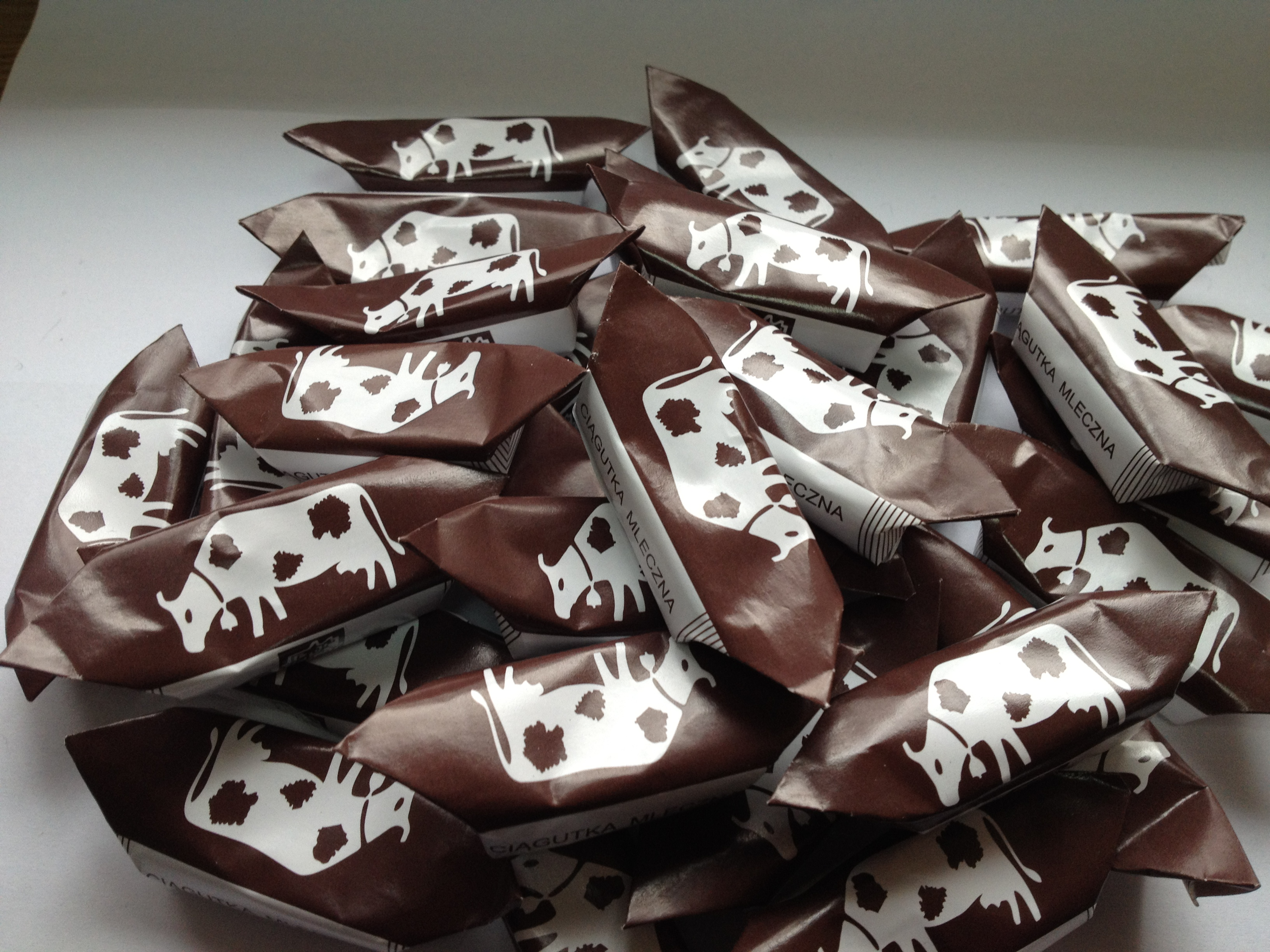
كروفكي من ميلانوفيك

تم إضافة الكروفكي إلى قائمة المنتجات البولندية التقليدية من قبل وزير الزراعة:
- "Krówka opatowska" - يتم تصنيعه منذ عام 1982، ويتم إنتاجه بطريقة تقليدية، ويتم تقطيعه يدويًا وتعبئته في محافظة أوباتوف، سفيتوكرجيسكي. أُضيف إلى القائمة في 7 فبراير 2011
- "Krówka szczecinecka" - تم إنتاجه منذ عام 1971، في شتشينيك، مقاطعة بوميرانيا الغربية، أضيف إلى أُضيف في 19 يناير 2016
- "Wyborowa krówka bełchatowska" - أضيف إلى أُضيف في 30 نوفمبر 2017، محافظة لودز
- "Krówka regulicka" - تمت إضافته إلى القائمة في 15 مايو 2020، محافظة بولندا الصغرى
- "Krówka mleczna strzyżowska" - تمت إضافته إلى أُضيف في 9 يونيو 2020، محافظة بوداكارباتسكي